# Grote Moskee van Meknes
De Grote Moskee van Meknes is een moskee in de stad Meknes in in het noorden van Marokko. De moskee is de oudste en grootste moskee in de oude stad van Meknes en werd vermoedelijk in de 12e eeuw gebouwd tijdens de heerschappij van de Berberse Almoraviden.